# Бахарєво (Нижньогородська область)
Бахарєво (рос. Бахарево) — присілок в Воскресенському районі Нижньогородської області Російської Федерації.
Населення становить 22 особи. Входить до складу муніципального утворення Богородська сільрада.

## Історія
Від 2009 року входить до складу муніципального утворення Богородська сільрада.

## Населення
| 1999 | 2002 | 2010 |
| ---- | ---- | ---- |
| 43   | ↘38  | ↘22  |